# Hersilia (Hersiliidae)
Hersilia là một chi nhện trong họ Hersiliidae.

## Các loài

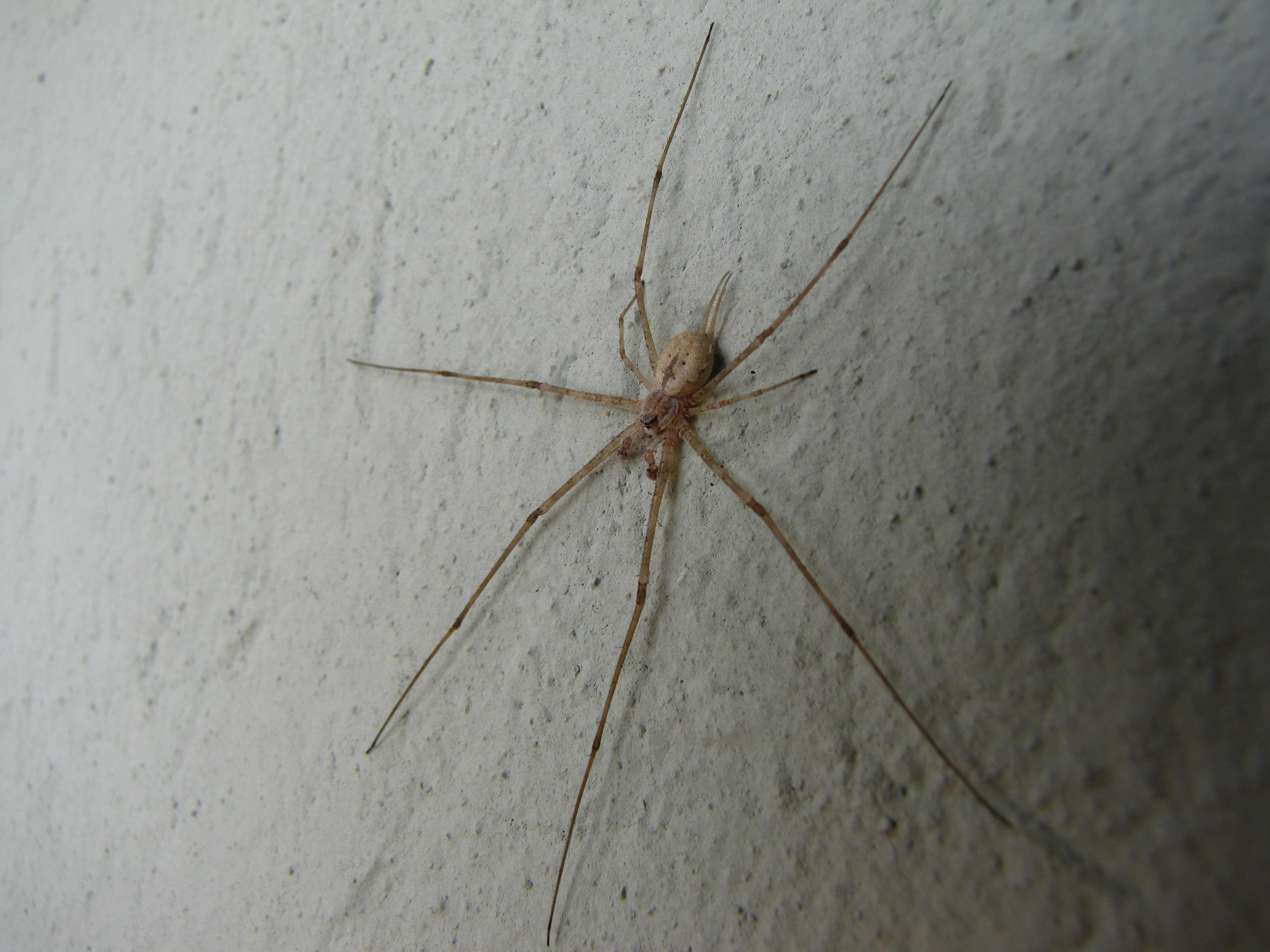
Hersilia savignyi ở Ezhimala, Payyannur, Kerala, Ấn Độ, 13 tháng 5 năm 2012

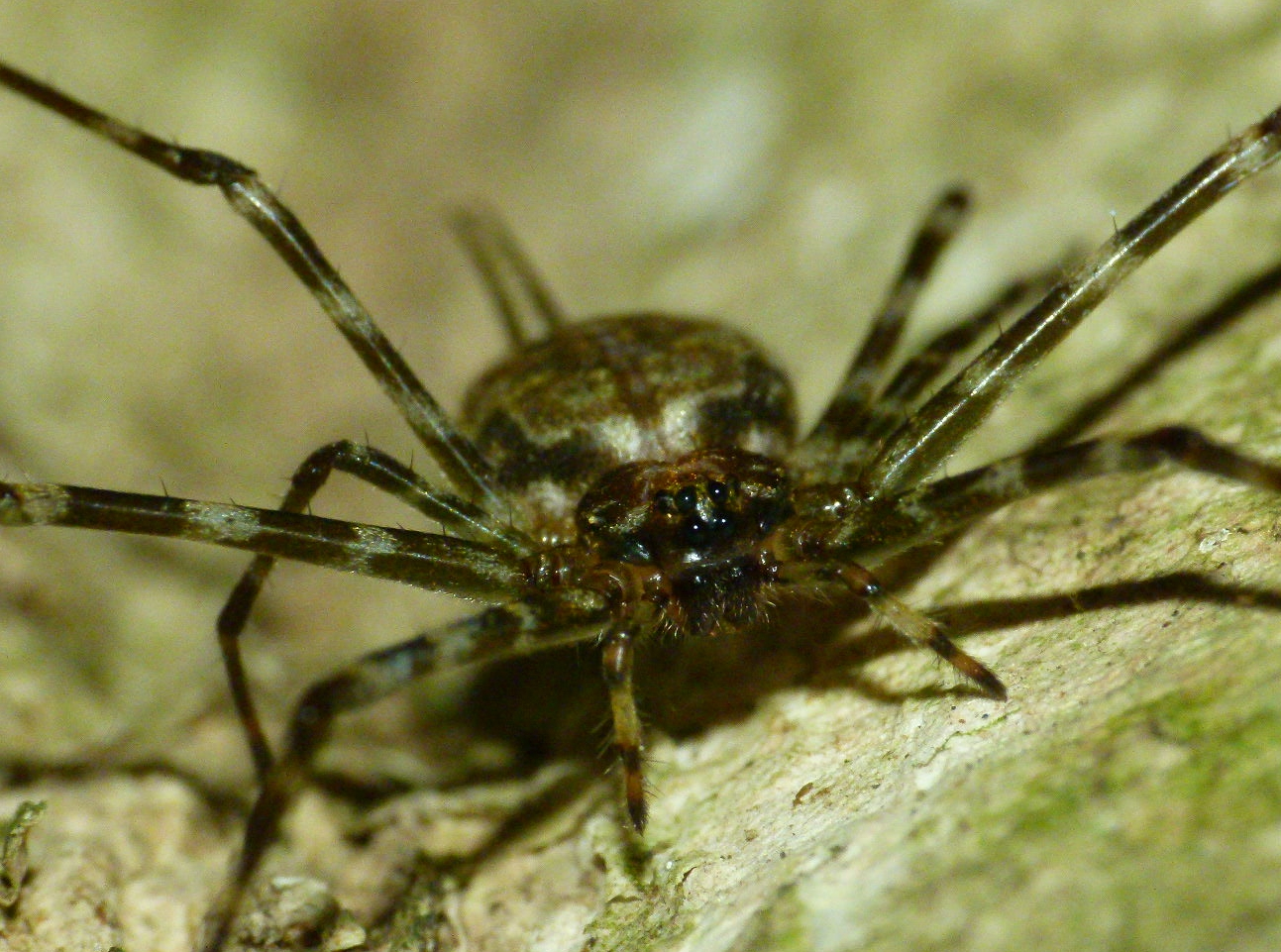
Nhện Hersilia nhìn từ phía trước.

- H. albicomis Simon, 1887 – Ghana, Ivory Coast, Equatorial Guinea, Nigeria
- H. albinota Baehr & Baehr, 1993 – China
- H. albomaculata Wang & Yin, 1985 – China
- H. aldabrensis Foord & Dippenaar-Schoeman, 2006 – Seychelles (Aldabra), Comoros
- H. alluaudi Berland, 1920 – Congo, Tanzania
- H. arborea Lawrence, 1928 – Namibia, Zimbabwe, South Africa
- H. asiatica Song & Zheng, 1982 – China, Thailand, Laos, Taiwan
- H. australiensis Baehr & Baehr, 1987 – Australia (Northern Territory)
- H. baforti Benoit, 1967 – Congo, Uganda
- H. baliensis Baehr & Baehr, 1993 – Laos, Bali
- H. bifurcata Baehr & Baehr, 1998 – Australia (Northern Territory)
- H. bubi Foord & Dippenaar-Schoeman, 2006 – Equatorial Guinea, Uganda
- H. carobi Foord & Dippenaar-Schoeman, 2006 – Ivory Coast
- H. caudata Audouin, 1826 (type) – Cape Verde Is., West Africa to China
- H. clarki Benoit, 1967 – Zimbabwe
- H. clypealis Baehr & Baehr, 1993 – Thailand
- H. deelemanae Baehr & Baehr, 1993 – Indonesia (Sumatra)
- H. eloetsensis Foord & Dippenaar-Schoeman, 2006 – Madagascar
- H. facialis Baehr & Baehr, 1993 – Indonesia (Sumatra)
- H. feai Baehr & Baehr, 1993 – Myanmar
- H. flagellifera Baehr & Baehr, 1993 – Laos, Indonesia (Sumatra)
- H. furcata Foord & Dippenaar-Schoeman, 2006 – Congo
- H. hildebrandti Karsch, 1878 – Tanzania
- H. igiti Foord & Dippenaar-Schoeman, 2006 – Rwanda
- H. impressifrons Baehr & Baehr, 1993 – Borneo
- H. incompta Benoit, 1971 – Ivory Coast
- H. insulana Strand, 1907 – Madagascar
- H. jajat Rheims & Brescovit, 2004 – Borneo
- H. kerekot Rheims & Brescovit, 2004 – Borneo
- H. kinabaluensis Baehr & Baehr, 1993 – Borneo
- H. lelabah Rheims & Brescovit, 2004 – Borneo
- H. longbottomi Baehr & Baehr, 1998 – Australia (Western Australia)
- H. longivulva Sen, Saha & Raychaudhuri, 2010 – India
- H. madagascariensis (Wunderlich, 2004) – Madagascar, Comoros
- H. madang Baehr & Baehr, 1993 – New Guinea
- H. mainae Baehr & Baehr, 1995 – Australia (Western Australia)
- H. martensi Baehr & Baehr, 1993 – Nepal, Thailand
- H. mboszi Foord & Dippenaar-Schoeman, 2006 – Cameroon, Ivory Coast
- H. mimbi Baehr & Baehr, 1993 – Australia (Western Australia)
- H. mjoebergi Baehr & Baehr, 1993 – Indonesia (Sumatra)
- H. moheliensis Foord & Dippenaar-Schoeman, 2006 – Comoros
- H. montana Chen, 2007 – Taiwan
- H. mowomogbe Foord & Dippenaar-Schoeman, 2006 – Cameroon, Congo
- H. nentwigi Baehr & Baehr, 1993 – Indonesia (Java, Sumatra, Krakatau)
- H. nepalensis Baehr & Baehr, 1993 – Nepal
- H. novaeguineae Baehr & Baehr, 1993 – New Guinea
- H. occidentalis Simon, 1907 – West, Central, East Africa
- H. okinawaensis Tanikawa, 1999 – Japan
- H. orvakalensis Javed, Foord & Tampal, 2010 – India
- H. pectinata Thorell, 1895 – Myanmar, Indonesia (Borneo), Philippines
- H. pungwensis Tucker, 1920 – Zimbabwe
- H. sagitta Foord & Dippenaar-Schoeman, 2006 – Kenya, Malawi, Tanzania, South Africa
- H. savignyi Lucas, 1836 – Sri Lanka, India to Philippines
- H. scrupulosa Foord & Dippenaar-Schoeman, 2006 – Kenya
- H. selempoi Foord & Dippenaar-Schoeman, 2006 – Kenya
- H. sericea Pocock, 1898 – East, Southern Africa
- H. serrata Dankittipakul & Singtripop, 2011 – Thailand
- H. setifrons Lawrence, 1928 – Angola, Namibia, South Africa
- H. sigillata Benoit, 1967 – Gabon, Ivory Coast, Congo, Uganda
- H. simplicipalpis Baehr & Baehr, 1993 – Thailand
- H. striata Wang & Yin, 1985 – India, China, Myanmar, Thailand, Taiwan, Indonesia (Java, Sumatra)
- H. sumatrana (Thorell, 1890) – India, Malaysia, Indonesia (Sumatra, Borneo)
- H. sundaica Baehr & Baehr, 1993 – Thailand, Indonesia (Lombok, Sumbawa)
- H. taita Foord & Dippenaar-Schoeman, 2006 – Kenya
- H. taiwanensis Chen, 2007 – Taiwan
- H. talebii Mirshamsi, Zamani & Marusik, 2016 – Iran
- H. tamatavensis Foord & Dippenaar-Schoeman, 2006 – Madagascar
- H. tenuifurcata Baehr & Baehr, 1998 – Australia (Western Australia)
- H. thailandica Dankittipakul & Singtripop, 2011 – Thailand
- H. tibialis Baehr & Baehr, 1993 – India, Sri Lanka
- H. vanmoli Benoit, 1971 – Ivory Coast, Togo
- H. vicina Baehr & Baehr, 1993 – Thailand
- H. vinsoni Lucas, 1869 – Madagascar
- H. wellswebberae Baehr & Baehr, 1998 – Australia (Northern Territory)
- H. wraniki Rheims, Brescovit & van Harten, 2004 – Yemen (mainland, Socotra)
- H. xieae Yin, 2012 – China
- H. yaeyamaensis Tanikawa, 1999 – Japan
- H. yunnanensis Wang, Song & Qiu, 1993 – China